# Clima de tundra
El clima de tundra es un subtipo de clima polar característico de la tundra, que por lo general presenta escasas precipitaciones y temperaturas por debajo de los 10 °C y de los 0 °C en invierno. Es menos extremo que el otro tipo de clima polar, el gélido, ya que en la tundra la vegetación es escasa pero existe.
Los climas de tundra se ajustan a la clasificación climática de Köppen ET, lo que significa un clima local en el que al menos un mes tiene una temperatura promedio lo suficientemente alta como para derretir la nieve (0 °C), pero sin llegarse a superar una temperatura promedio de 10 °C.

## Subtipos

### Tundra polar
| Climograma de Isla de Wrangel | Climograma de Isla de Wrangel | Climograma de Isla de Wrangel | Climograma de Isla de Wrangel | Climograma de Isla de Wrangel | Climograma de Isla de Wrangel | Climograma de Isla de Wrangel | Climograma de Isla de Wrangel | Climograma de Isla de Wrangel | Climograma de Isla de Wrangel | Climograma de Isla de Wrangel | Climograma de Isla de Wrangel |
| --- | ----------------------------- | ----------------------------- | ----------------------------- | ----------------------------- | ----------------------------- | ----------------------------- | ----------------------------- | ----------------------------- | ----------------------------- | ----------------------------- | ----------------------------- |
| E | F                             | M                             | A                             | M                             | J                             | J                             | A                             | S                             | O                             | N                             | D                             |
| 9 -19 -25 | 10 -19 -26                    | 8 -17 -25                     | 7 -12 -19                     | 8 -3 -8                       | 9 4 -1                        | 22 7 1                        | 22 6 1                        | 16 3 -1                       | 16 -3 -6                      | 12 -8 -14                     | 9 -16 -21                     |
| temperaturas en °C • totales de precipitación en mm fuente: Погода и климат |                               |                               |                               |                               |                               |                               |                               |                               |                               |                               |                               |
| Conversión sistema imperial\| E \| F \| M \| A \| M \| J \| J \| A \| S \| O \| N \| D \| \| 0.4 −1 −13 \| 0.4 −2 −14 \| 0.3 1 −12 \| 0.3 11 −2 \| 0.3 28 19 \| 0.4 39 31 \| 0.9 44 35 \| 0.9 42 35 \| 0.6 37 31 \| 0.6 28 21 \| 0.5 17 8 \| 0.4 4 −6 \| \| temperaturas en °F • totales de precipitación en pulgadas \| \| \| \| \| \| \| \| \| \| \| \| |                               |                               |                               |                               |                               |                               |                               |                               |                               |                               |                               |
| E | F                             | M                             | A                             | M                             | J                             | J                             | A                             | S                             | O                             | N                             | D                             |
| 0.4 −1 −13 | 0.4 −2 −14                    | 0.3 1 −12                     | 0.3 11 −2                     | 0.3 28 19                     | 0.4 39 31                     | 0.9 44 35                     | 0.9 42 35                     | 0.6 37 31                     | 0.6 28 21                     | 0.5 17 8                      | 0.4 4 −6                      |
| temperaturas en °F • totales de precipitación en pulgadas |                               |                               |                               |                               |                               |                               |                               |                               |                               |                               |                               |

Se localiza en zonas de mucha latitud, entre los 60 ° y 75 ° de latitud norte. Se desarrolla bajo el clima de tundra, de largos y gélidos inviernos y veranos cortos y fríos (normalmente no duran más de dos meses y las temperaturas no suelen superar los 10 °C). Es este corto verano el que permite que en este bioma se desarrolle la escasa vegetación que existe. Hay gran oscilación térmica, aunque no tanta como en el clima continental. El suelo está congelado como permafrost. La tundra puede ser ártica en las costas de Groenlandia, otras islas como Islandia y el norte de Eurasia y Norteamérica. La tundra subantártica está en la península Antártica y sur de Sudamérica.
Este clima ha sido llamado clima angariano, islandés y spitzbergiano, en referencia al clima de la costa ártica siberiana, de Islandia y del archipiélago Spitzberg (Svalbard) respectivamenre. Köppen quiso distinguir inicialmente entre el clima de tundra o del zorro ártico, con el clima antártico o del pingüino.
Como ejemplo del clima de tundra polar, aquí abajo se muestra a la ciudad de Nuuk, capital de Groenlandia:
| Parámetros climáticos promedio de Nuuk, Groenlandia                      | Parámetros climáticos promedio de Nuuk, Groenlandia | Parámetros climáticos promedio de Nuuk, Groenlandia | Parámetros climáticos promedio de Nuuk, Groenlandia | Parámetros climáticos promedio de Nuuk, Groenlandia | Parámetros climáticos promedio de Nuuk, Groenlandia | Parámetros climáticos promedio de Nuuk, Groenlandia | Parámetros climáticos promedio de Nuuk, Groenlandia | Parámetros climáticos promedio de Nuuk, Groenlandia | Parámetros climáticos promedio de Nuuk, Groenlandia | Parámetros climáticos promedio de Nuuk, Groenlandia | Parámetros climáticos promedio de Nuuk, Groenlandia | Parámetros climáticos promedio de Nuuk, Groenlandia | Parámetros climáticos promedio de Nuuk, Groenlandia |
| Mes                                                                      | Ene.                                                | Feb.                                                | Mar.                                                | Abr.                                                | May.                                                | Jun.                                                | Jul.                                                | Ago.                                                | Sep.                                                | Oct.                                                | Nov.                                                | Dic.                                                | Anual                                               |
| ------------------------------------------------------------------------ | --------------------------------------------------- | --------------------------------------------------- | --------------------------------------------------- | --------------------------------------------------- | --------------------------------------------------- | --------------------------------------------------- | --------------------------------------------------- | --------------------------------------------------- | --------------------------------------------------- | --------------------------------------------------- | --------------------------------------------------- | --------------------------------------------------- | --------------------------------------------------- |
| Temp. máx. abs. (°C)                                                     | 13.5                                                | 13.0                                                | 14.8                                                | 13.0                                                | 18.3                                                | 24.0                                                | 26.3                                                | 22.0                                                | 22.8                                                | 18.9                                                | 15.8                                                | 13.2                                                | 26.3                                                |
| Temp. máx. media (°C)                                                    | −5.5                                                | −5.8                                                | −4.9                                                | −0.9                                                | 3.9                                                 | 8.5                                                 | 11.2                                                | 10.1                                                | 6.5                                                 | 2.0                                                 | −1.4                                                | −3.1                                                | 1.7                                                 |
| Temp. media (°C)                                                         | -7.5                                                | -7.5                                                | -7.4                                                | -2.5                                                | 1.8                                                 | 5.4                                                 | 8.0                                                 | 7.6                                                 | 4.5                                                 | 0.6                                                 | -3.2                                                | -4.7                                                | -0.4                                                |
| Temp. mín. media (°C)                                                    | −10.5                                               | −11.1                                               | −10.3                                               | −5.0                                                | −1.0                                                | 2.1                                                 | 4.2                                                 | 4.5                                                 | 2.3                                                 | −1.4                                                | −5.3                                                | −7.6                                                | -3.3                                                |
| Temp. mín. abs. (°C)                                                     | -32.5                                               | -29.6                                               | -27.5                                               | -20.0                                               | -15.0                                               | -10.3                                               | -6.6                                                | -4.7                                                | -8.2                                                | -16.6                                               | -24.4                                               | -22.2                                               | -32.5                                               |
| Precipitación total (mm)                                                 | 42.1                                                | 57.6                                                | 49.2                                                | 45.3                                                | 57.9                                                | 47.3                                                | 65.9                                                | 87.6                                                | 87.0                                                | 71.0                                                | 105.6                                               | 113.9                                               | 830.4                                               |
| Días de precipitaciones (≥ 1.0 mm)                                       | 10.7                                                | 9.1                                                 | 9.9                                                 | 8.7                                                 | 8.5                                                 | 7.3                                                 | 7.8                                                 | 10.0                                                | 9.9                                                 | 9.4                                                 | 10.4                                                | 12.2                                                | 113.9                                               |
| Horas de sol                                                             | 31                                                  | 84                                                  | 186                                                 | 240                                                 | 186                                                 | 150                                                 | 186                                                 | 124                                                 | 90                                                  | 62                                                  | 30                                                  | 0                                                   | 1369                                                |
| Fuente n.º 1: World Meteorological Organization (UN) 27 de marzo de 2011 |                                                     |                                                     |                                                     |                                                     |                                                     |                                                     |                                                     |                                                     |                                                     |                                                     |                                                     |                                                     |                                                     |
| Fuente n.º 2: BBC Weather                                                |                                                     |                                                     |                                                     |                                                     |                                                     |                                                     |                                                     |                                                     |                                                     |                                                     |                                                     |                                                     |                                                     |

### Tundra alpina
Se localiza en zonas de mucha altitud. Los ecosistemas pueden ser de tundra alpina subpolar, tundra alpina templada y tundra alpina de zona tropical. El bioma de pradera y matorral de montaña incluye las ecorregiones de puna, páramo y zacatonal en América, los cuales tienen de 3500 hasta los 5000 metros sobre el nivel del mar aproximadamente y son de muy poca oscilación térmica anual. También se encuentra tundra alpina en cordilleras y mesetas de Europa, Asia y poco en África y Oceanía.
| Climograma de Kasprowy Wierch | Climograma de Kasprowy Wierch | Climograma de Kasprowy Wierch | Climograma de Kasprowy Wierch | Climograma de Kasprowy Wierch | Climograma de Kasprowy Wierch | Climograma de Kasprowy Wierch | Climograma de Kasprowy Wierch | Climograma de Kasprowy Wierch | Climograma de Kasprowy Wierch | Climograma de Kasprowy Wierch | Climograma de Kasprowy Wierch |
| --- | ----------------------------- | ----------------------------- | ----------------------------- | ----------------------------- | ----------------------------- | ----------------------------- | ----------------------------- | ----------------------------- | ----------------------------- | ----------------------------- | ----------------------------- |
| E | F                             | M                             | A                             | M                             | J                             | J                             | A                             | S                             | O                             | N                             | D                             |
| 105.1 -5 -10 | 98.0 -5 -11                   | 112.7 -3 -9                   | 127.3 1 -4                    | 186.0 6 1                     | 208.0 10 4                    | 248.1 12 6                    | 171.6 12 6                    | 158.5 8 2                     | 123.4 4 -1                    | 117.6 0 -5                    | 107.5 -4 -9                   |
| temperaturas en °C • totales de precipitación en mm fuente: meteomodel.pl |                               |                               |                               |                               |                               |                               |                               |                               |                               |                               |                               |
| Conversión sistema imperial\| E \| F \| M \| A \| M \| J \| J \| A \| S \| O \| N \| D \| \| 4.1 24 14 \| 3.9 23 13 \| 4.4 26 16 \| 5 34 25 \| 7.3 43 33 \| 8.2 50 39 \| 9.8 54 43 \| 6.8 54 44 \| 6.2 46 36 \| 4.9 39 30 \| 4.6 32 23 \| 4.2 26 16 \| \| temperaturas en °F • totales de precipitación en pulgadas \| \| \| \| \| \| \| \| \| \| \| \| |                               |                               |                               |                               |                               |                               |                               |                               |                               |                               |                               |
| E | F                             | M                             | A                             | M                             | J                             | J                             | A                             | S                             | O                             | N                             | D                             |
| 4.1 24 14 | 3.9 23 13                     | 4.4 26 16                     | 5 34 25                       | 7.3 43 33                     | 8.2 50 39                     | 9.8 54 43                     | 6.8 54 44                     | 6.2 46 36                     | 4.9 39 30                     | 4.6 32 23                     | 4.2 26 16                     |
| temperaturas en °F • totales de precipitación en pulgadas |                               |                               |                               |                               |                               |                               |                               |                               |                               |                               |                               |